# Dracula dalessandroi
Dracula dalessandroi é uma espécie de orquídea epífita de crescimento cespitoso cujo gênero é proximamente relacionado às Masdevallia, parte da tribo Pleurothallidinae. Esta espécie é originária do sudeste do Equador, onde habita florestas úmidas e nebulosas.
Pode ser diferenciada das espécies mais próximas por suas folhas estreitas e longas, com flores esbranquiçadas que não se abrem muito, internamente revestidas por pelos curtos e pintas marrom-arroxeadas, e balebo pequeno.